# Hispano-Suiza
Pour les articles homonymes, voir Hispano.
Cet article concerne le constructeur automobile espagnol. Pour la filiale aéronautique française anciennement dénommée Hispano-Suiza, voir Safran Transmission Systems.
Hispano-Suiza (littéralement Hispano-Suisse en espagnol) est une marque espagnole d'automobiles et d'équipement aéronautique fondée à Barcelone en 1904 par l'ingénieur suisse Marc Birkigt et les entrepreneurs espagnols Damià Mateu i Bisa (es) et Francisco Seix Zaya. Elle est réputée pour les voitures de luxe qu'elle a produites jusqu'à la guerre civile espagnole, ainsi que pour ses moteurs d'avion qui ont notamment équipé les SPAD durant la Première Guerre mondiale, et la plupart des avions de chasse jusqu'à la Seconde Guerre mondiale ; ses canons ont aussi équipé la majorité des avions britanniques.
La société mère espagnole intégra ENASA après la guerre d'Espagne. La marque « La Hispano Suiza fábrica de automóviles, S.A. » est propriété du Grup Peralada.
Sa filiale française, constituée en 1923 sous le nom « Société française Hispano Suiza, S.A. », puis renommée Safran Transmission Systems en 2016, est aujourd’hui un équipementier aéronautique intégré au groupe Safran.

## Histoire

### Fondation avec le siècle et premières années
La « Compañía General Española de Coches Automóviles Emilio de la Cuadra, Sociedad en Comandita » est initialement une société espagnole de fabrication de véhicules automobiles fondée en 1898 à Barcelone par le capitaine d'artillerie espagnol et ingénieur industriel, Emilio de la Cuadra Albiol (es). Il embauche l'ingénieur suisse Marc Birkigt en août 1899. La capacité financière de l'entreprise restant très limitée du fait du faible nombre des ventes de voitures, et celle-ci ne trouvant pas de nouveaux financements, Emilio de la Cuadra est obligé de se déclarer en faillite à la fin d'année 1901.
En novembre 1902, José María Castro Fernández, l'un des principaux créanciers de l'entreprise, reprend l'affaire et fonde avec Marc Birkigt une nouvelle société dénommée, « J. Castro, Sociedad en Comandita, Fábrica Hispano-Suiza de Automóviles », pour poursuivre la fabrication des automobiles dotées d'un moteur à explosion.
Dès la fin de 1902, la société fabrique le moteur 10 ch bicylindre de 1 873 cm3 et le châssis à moteur 4 cylindres, 14 ch, de 2 535 cm3.
Grâce à la réussite technique des nouvelles voitures, en démontrant sa créativité et son talent de concepteur de moteurs, Birkigt acquiert une grande renommée.
En mars 1904, alors que Birkigt est en cours de conception d'un nouveau moteur, qui est une évolution du moteur de 14 ch, la production est à nouveau interrompue par manque de finance. Une étude des raisons pour lesquelles les faillites se succèdent est réalisée. L'étude conclut au manque de ressources financières pour répondre au développement de prototypes et à l'achat d'un équipement approprié.

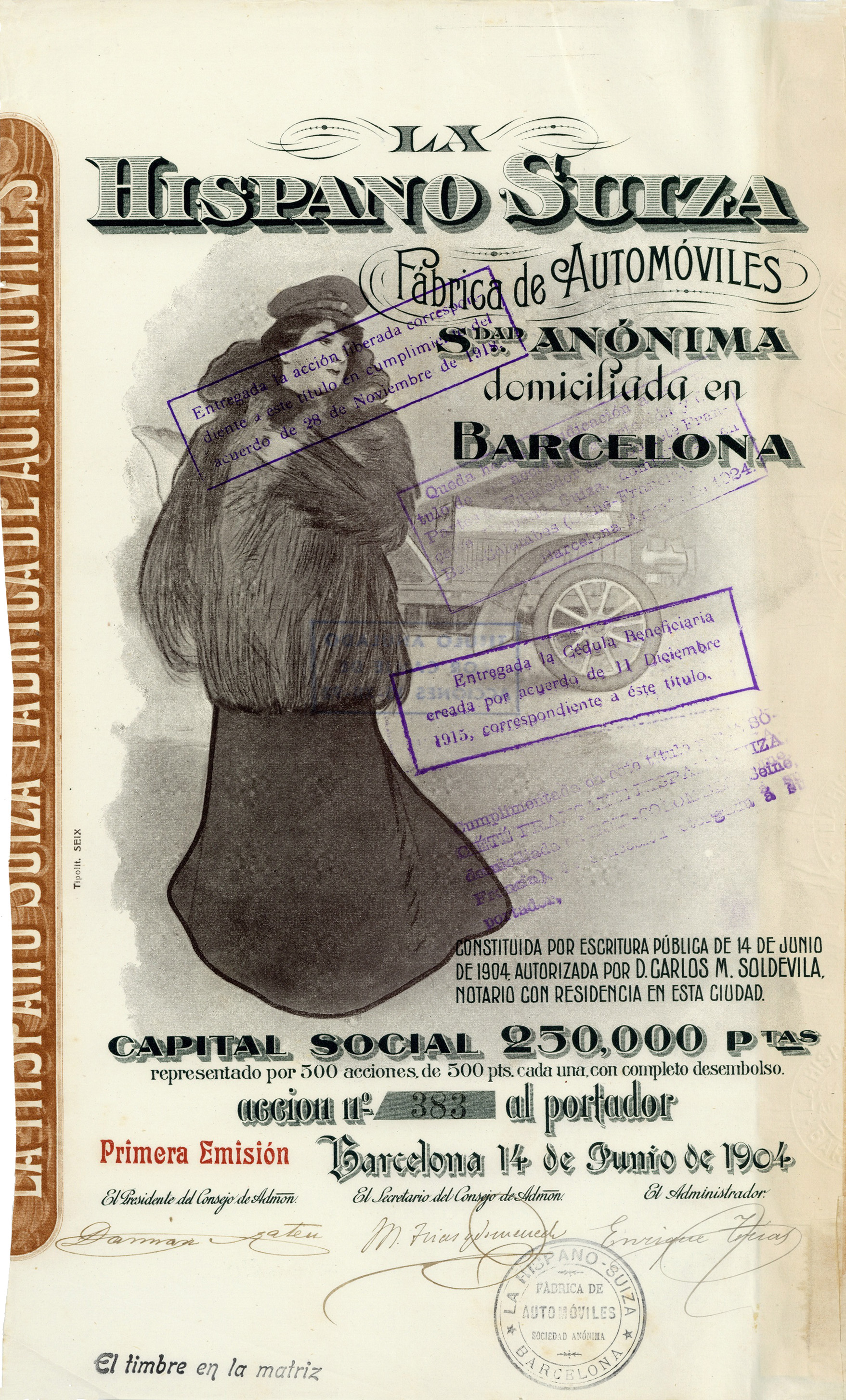
Action de fondation de La Hispano Suiza Fábrica de Automóviles de 500 pesetas, émise à Barcelone le 14 juin 1904, signée en original par Damià Mateu i Bisa, cofondateur, président et financier de l'entreprise.

Les hommes d’affaires espagnols Damià Mateu i Bisa et Francisco Seix Zaya, créanciers de l'entreprise « J. Castro », s'associent alors le 14 juin 1904 dans une nouvelle société dénommée « Hispano-Suiza Fabrica de Automoviles SA » et reprennent personnel technique et salariés qualifiés de l'ancienne entreprise. Ainsi, Marc Birkigt reste le directeur technique et fait partie de la nouvelle société en tant que partenaire industriel[Quoi ?], de sorte que le nom « Hispano-Suiza » est conservé. Mateu i Bisa est le président de Hispano-Suiza, Seix Zaya le vice-président.

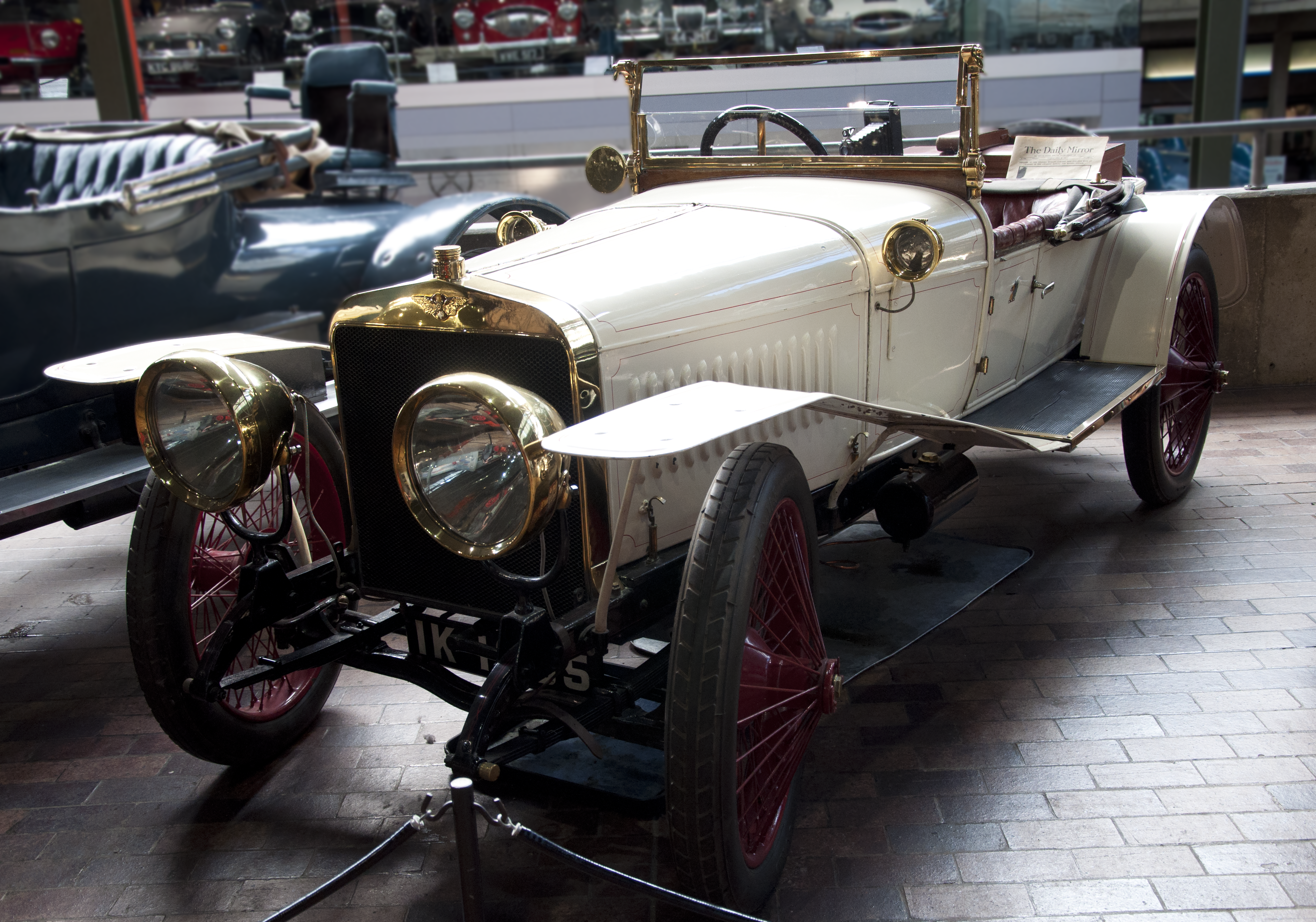
L'Hispano-Suiza Alfonso XIII.

Hispano-Suiza, spécialisée dans les voitures automobiles, a du mal à vendre sa production dans son pays d'origine faute d'une clientèle assez riche, malgré le soutien du roi Alphonse XIII d'Espagne.
En 1911, est créée en France la société Hispano-Suiza destinée à assembler et vendre en France les modèles de luxe conçus par la société espagnole. Parallèlement, Marc Birkigt, qui possède une société d’exploitation de brevets ayant siège en Suisse, dépose de 1911 à 1914 plus de cent brevets pour des moteurs d’aviation dans le monde entier.
En 1914, Hispano-Suiza construit à Bois-Colombes une usine pour assembler ses automobiles. Hispano-Suiza entre également dans le domaine aéronautique, avec l'étude et la fabrication du moteur d'avion à huit cylindres en V, fabriqué ensuite à plus de cinquante mille exemplaires. En décembre 1914, le ministère de la Guerre attribue par autorité à Gnome & Rhône l'usine de Bois-Colombes, contre un loyer très faible. L'entreprise commence en 1915 à présenter des moteurs d'aviation et d'automobiles à fournir à l’État, grâce à des modèles extrapolés des brevets Mercedes-Benz, qui avaient été saisis par l'État français deux jours après la déclaration de guerre, en août 1914. L'arrivée de modèles dits en ligne construits par Hispano-Suiza, avec le modèle V-8 de 150 ch, apporte une innovation majeure à laquelle se rallient Renault et Lorraine-Dietrich.
En 1916, les cinq sous-traitants d'Hispano (De Dion, Delaunay-Belleville, Ballot, Fives-Lille et Chenard & Walcker) produisent 1 000 des 1 500 exemplaires de l'Hispano 180 ch commandés.
Hispano-Suiza se hisse en 1918 au cinquième rang des motoristes par son chiffre d’affaires, derrière un autre automobiliste reconverti, la Société lorraine des anciens établissements De Dietrich. De juillet 1915 à novembre 1918, 2 574 moteurs Hispano 150, 180, 220 ou 300 ch ont été livrés aux armées, construits par quatorze entreprises, moins de 9 % étant produits directement par Hispano-Suiza. Ces moteurs sont indissociables du succès des SPAD durant le conflit.

### Âge d'or

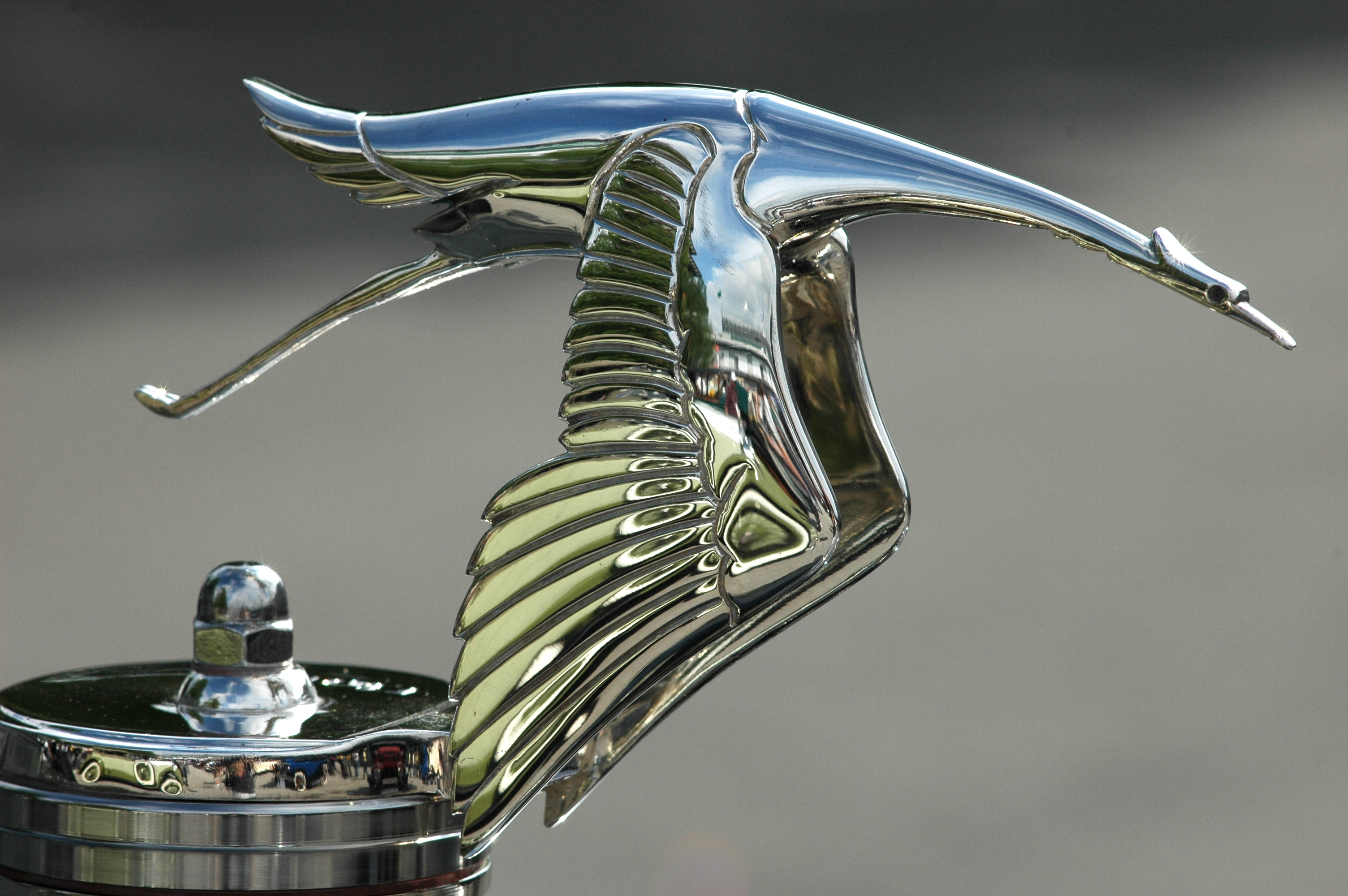
Bouchon de radiateur en forme de cigogne de l'Hispano-Suiza H-6-B, hommage à l'as de guerre Georges Guynemer.

À partir de 1919, le bouchon de radiateur de la voiture « H-6-B » représente une cigogne, en hommage à Georges Guynemer, dont l'escadrille des Cigognes combattait aux commandes de SPAD propulsés par des moteurs Hispano-Suiza. On doit cette initiative à Louis Massuger, chef des ateliers de mise au point et de réparation.
La période allant de 1919 à 1936 marque l'âge d'or des voitures de luxe pour Hispano-Suiza, et des grands raids sur des avions équipés de moteurs Hispano-Suiza.
En 1930, la division automobile de la société, dont l'usine de Guadalajara, est vendue à Fiat pour y produire la Fiat 514 sous licence. C'est le 17 février 1931 que l'acte authentique est signé et le transfert de propriété devient effectif. À cette époque, la guerre civile espagnole n'est pas déclarée mais le climat est peu propice aux investissements industriels en Espagne depuis les tensions liées à la déclaration de la Seconde République espagnole le 14 avril 1931. Deux usines en Espagne sont converties au mode de production militaire pendant la guerre civile, entre 1936 et 1939 : elles sont bombardées par les forces franquistes.

### La Seconde République espagnole
Le 14 avril 1931, la Seconde République espagnole était proclamée. De ce fait, la marque perdit un de ses principaux dirigeants : Alphonse XIII, qui partit en exil. Par décret du nouveau gouvernement, le drapeau tricolore républicain (rouge-jaune-violet) remplaça le drapeau monarchiste (rouge-jaune-rouge) dans le logo des Hispano-Suiza produites à Barcelone.
Le changement de régime affecta sérieusement l'image d'Hispano-Suiza, associée depuis son origine à l'aristocratie et la bourgeoisie. Les obstacles bureaucratiques à l'importation de matières premières (imposées par les mesures d'autocratie du nouveau gouvernement)[Interprétation personnelle ?] conduisirent à une forte réduction de la production et une baisse des ventes en Espagne mais pas en France où la production de moteurs d'avions et de châssis automobiles de luxe augmentaient et le prestige de la marque restait à son apogée.

Durant les années 1931, 1932, 1933 et suivantes, l'usine de Barcelone a produit différents modèles automobiles : la T60, 20 ch ; la T64 présentée en 1931, 6 cylindres, seulement quelques unités ; la T56 bis (avec des composants provenant des usines de France).

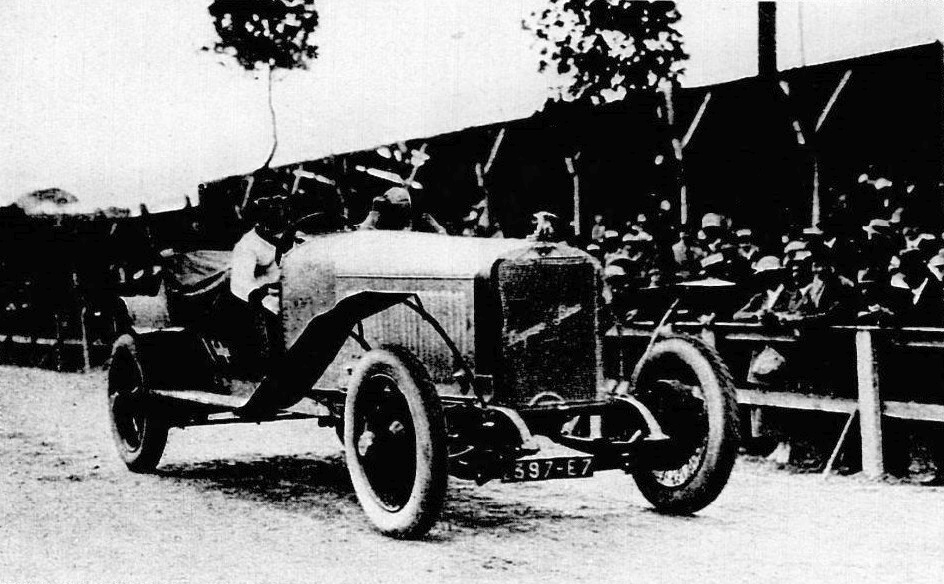
André Dubonnet, vainqueur de la première Coupe Georges Boillot en 1921, sur Hispano-Suiza 7L. I6.

En 1932, la marque lança pour la première fois un modèle dont la conception n'était pas de Birkigt, la T60. Elle se caractérisait par la présence d'un arbre à cames latéral et des soupapes en tête commandées par des poussoirs. Par ailleurs, ce sera la première Hispano-Suiza avec le volant à gauche. Ce modèle a été remplacé en 1934 par la RL T60 qui avait une ligne plus datée et enfin, en 1939, la T60 RLA, basée sur le modèle précédent, mais avec le châssis plus long et le moteur placé plus en avant.
L'usine de Guadalajara est vendue à FiatSpA qui y produira la réplique de la Fiat 514 sous la marque Fiat Hispania, tandis que la division aviation d'Hispano-Suiza est préservée jusqu'à ce que l'usine déménage à Alicante plus tard, pendant la guerre civile.
Le 7 décembre 1935, victime d'une grave maladie, le directeur de la société qui avait un sens aigu des affaires et avait su redresser l'entreprise, Damian Mateu, décède. Son fils Miguel Mateu lui succède. Il reprend la société dans des circonstances très défavorables dans une atmosphère d'avant-guerre qui prendra fin au bout de quelques mois, avec la guerre civile espagnole.
Parmi les clients de la marque figurent des personnalités telles que les frères Michelin, André Citroën, Manuel Azaña, Pablo Picasso, Carlos Gardel, Albert Einstein et Greta Garbo.
Avec le soulèvement militaire contre le gouvernement de la Deuxième République espagnole, en juillet 1936, le syndicat anarchiste CNT saisit l'entreprise. Plus tard, Lluís Companys, le président de la Généralité de Catalogne, nationalise la marque à travers un décret signé par le président catalan de la part de la république espagnole, la légalisation de la gestion des comités de travailleurs.
Pendant la guerre de 1936, les usines espagnoles Hispano-Suiza ont été "collectivisées" et la gestion va être confiée aux comités de travailleurs. Après la guerre et à cause de l'isolement international de l'Espagne et vu l'incapacité pratique d'obtenir des approvisionnements suffisants, il était extrêmement difficile de redémarrer les activités industrielles, ce qui a incité la société à se concentrer sur la fabrication de véhicules utilitaires, de camions et d'autocars pour satisfaire les besoins prioritaires du pays.
La société est alors divisée en trois sections :
- l'une dédiée à l'aviation, les canons et le matériel militaire;
- une autre dédié aux voitures et aux camions,
- une troisième baptisée «Fils de Miguel Mateu SA" pour la fabrication de machines-outils.

### Espagne franquiste
En 1940, un décret du nouveau gouvernement autoritaire de Francisco Franco appelle l'industrie nationale à présenter un modèle de camion de 7 tonnes de charge utile. Le modèle retenu sera le seul à être fabriqué en Espagne afin de rationaliser la production. Seuls les constructeurs Hispano-Suiza, les italiens Alfa Romeo et Fiat V.I. et le suisse Saurer ont présenté un prototype. En parallèle, Hispano-Suiza signe un accord de coopération industrielle avec Alfa-Romeo et crée le "CETA - Centro de Estudios Técnicos de Automocion".
En 1943, les ateliers de Séville sont nationalisés et donnent naissance à l'Hispano Aviación.
En 1944, Hispano-Suiza présente le camion type 66. Il est alors décidé d’abandonner le projet de collaboration avec Alfa Romeo. Hispano-Suiza avait "hérité de la technologie Alfa Romeo et des modèles Alfa 430 pour créer une large gamme de véhicules traditionnels, 4 × 4, camionnettes, autobus, trolleybus. Les motorisations du camion 66 furent d'abord à essence avec le modèle 66-G (6 cylindres, 110 ch) suivi par le modèle 66-D (Diesel, 6 cylindres, 128 ch).
Les perspectives étaient encourageantes, mais la direction de l'INI, nouvellement créé (Instituto Nacional de Industria), a estimé que l'efficacité maximale dans la construction de camions dans un pays déchiré par la guerre, ne devait comprendre qu'une seule grande entreprise nationale et nationalisée. En 1946, l'objectif fut atteint en nationalisant toutes les usines et les brevets "Hispano-Suiza". Ce fut la fin d'un mythe historique et le début de PEGASO.
Avec la création de INI (Instituto Nacional de Industria) l'État espagnol a décidé d'entrer dans le domaine de l'automobile en créant la société nationale ENASA à laquelle les usines Hispano-Suiza et toutes les activités industrielles ont été transférées, mais la société "Hispano-Suiza Fabrica automoviles S.A." poursuivit son activité et garda la propriété de la marque et de son logo.
En 1947, lors de la présentation de la nouvelle marque Pegaso, le Z1 n'était rien d'autre que l'ancien Hispano-Suiza 66G suivi par le Z101 qui était la copie du Hispano-Suiza 66D Diesel.

### Tentatives de renaissance
La marque automobile Hispano-Suiza tente de renaître au début des années 2000. Le nom est alors détenu par la société Mazel Engineering, qui annonce le retour de la marque avec des concept cars, telle la HS21 de 2000, la K8 de 2001 ou la HS21 GTS de 2002.
Lors du salon international de l'automobile de Genève 2010, la marque présente, sous l’impulsion d’investisseurs privés catalans associés à Roland Mayer (ingénieur Audi) et Erwin Himmel (designer autrichien auteur notamment du concept Audi Spyder de 1991), le modèle Granturismo. Il s'agit d'un supercar de près de 5 m de long et 2 m de large pour 1,25 m de haut, basé sur l'Audi R8 V10, avec un châssis en aluminium. Le moteur passe à 750 chevaux à 8 200 tr/min (pour un couple à 700 N m, à 6 650 tr/min) grâce à l'adjonction de deux turbos. Une version hybride est aussi à l'étude, avec une puissance totale de 900 ch (même moteur thermique de 750 chevaux associé à un moteur électrique de 150 chevaux). L'ensemble permettrait un 0 à 100 km/h en 3,4 secondes et plus de 330 km/h en pointe. La boîte comporte 6 rapports et est au choix manuelle ou robotisée, le tout pour un prix de base estimé à 700 000 €. Les premières livraisons sont envisagées pour la fin de 2010, mais la commercialisation n'a pas lieu.
En 2010, les designers Erwin Himmel (ex-Volkswagen) et Olivier Boulay (ex-Daimler) rachètent les droits de la marque Hispano-Suiza auprès de Safran, et fondent la Hispano Suiza Automobile Manufaktur AG, une société de droit suisse. Dans le même temps Miguel Suqué Mateu, l’arrière-petit-fils du fondateur fonde la Hispano Suiza Cars basée à Barcelone. Cette dernière présente une supercar électrique l'Hispano-Suiza Carmen, tandis que la marque suisse présente la Maguari HS1 GTC au salon de l'automobile de Genève en 2019.

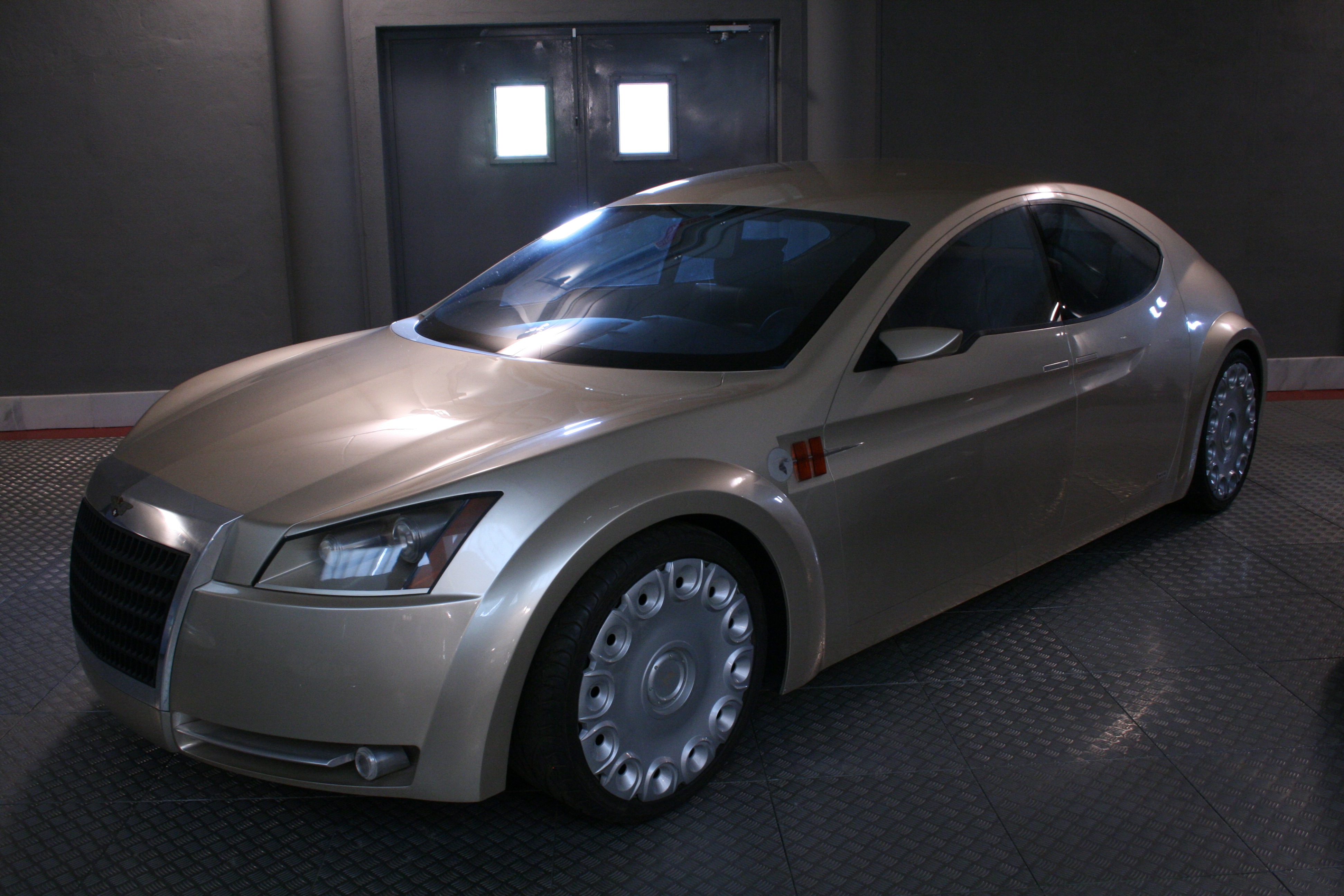
Hispano-Suiza K8 en 2001.
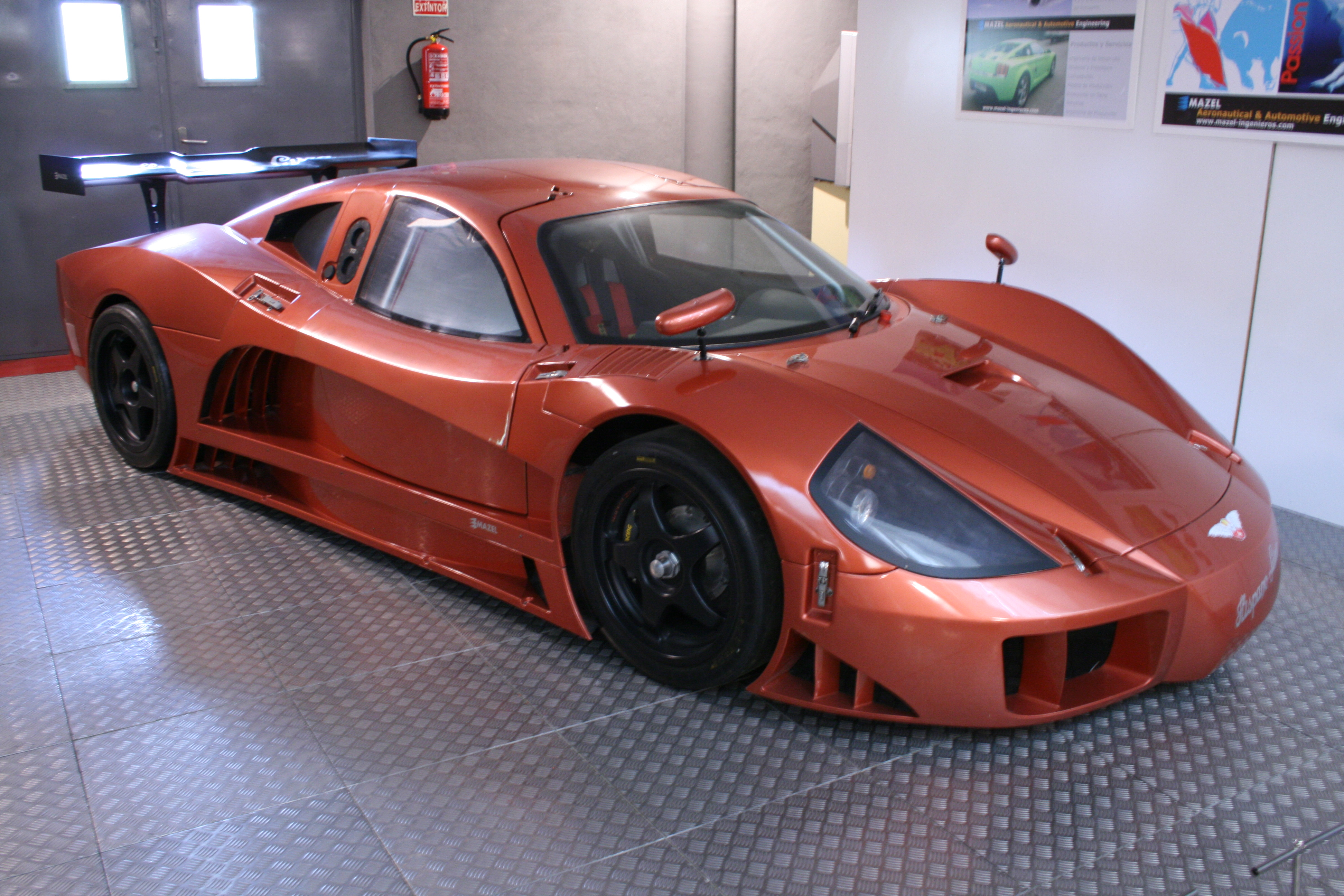
Hispano-Suiza HS21 GTS en 2002.
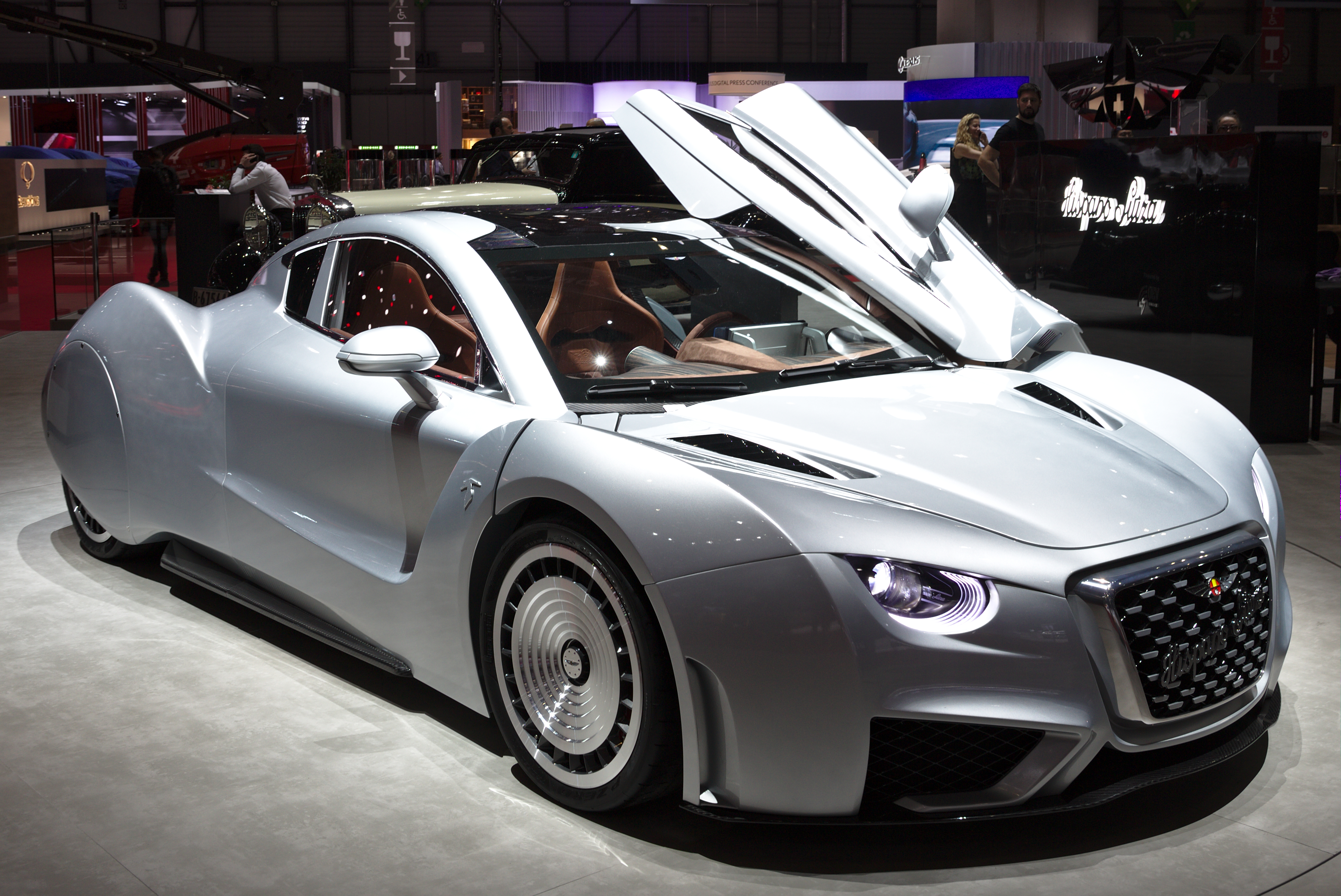
Hispano-Suiza Carmen en 2019.

Une décision juridique est attendue afin de départager les deux entités.

## Production automobile

### En France
- Hispano-Suiza H6B (1919-1929)
  - moteur 6 cylindres en aluminium
  - 6,6 litres (A × C : 100 × 140)
  - 1 ACT 2 s./cyl.
  - 135 chevaux à 3 000 tr/min
  - 137 km/h
- Hispano-Suiza H6C (1924-1929)
  - moteur 6 cylindres en aluminium
  - 7 980 cm3 (A × C : 110 × 140)
  - 177 km/h
- Hispano-Suiza Junior (1930-)
  - moteur 6 cylindres

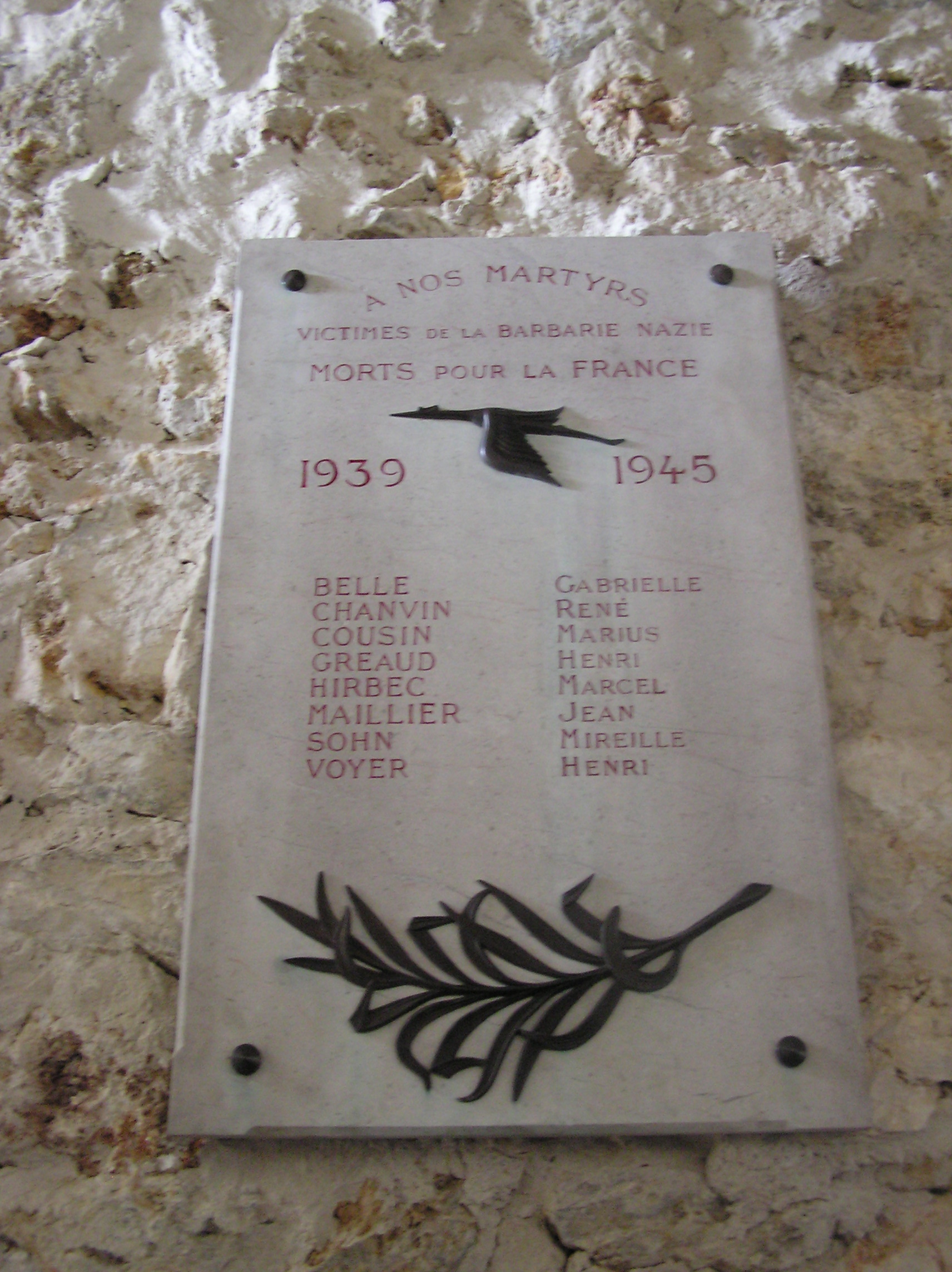
Plaque commémorative du personnel de l'usine Hispano-Suiza victime de l'Occupation allemande, implantée dans la batterie de Bouviers.

  - 4,6 l (4,9 l à partir de 1935 (K6) )
- Hispano-Suiza J12 (1931-1938)
  - moteur 12 cylindres en V
  - 9,5 l (A × C : 100 × 100)
  - 185 km/h (version découverte à châssis court)
- Hispano-Suiza K6, la voiture du président du Conseil Édouard Herriot, carrossée par Vanvooren.

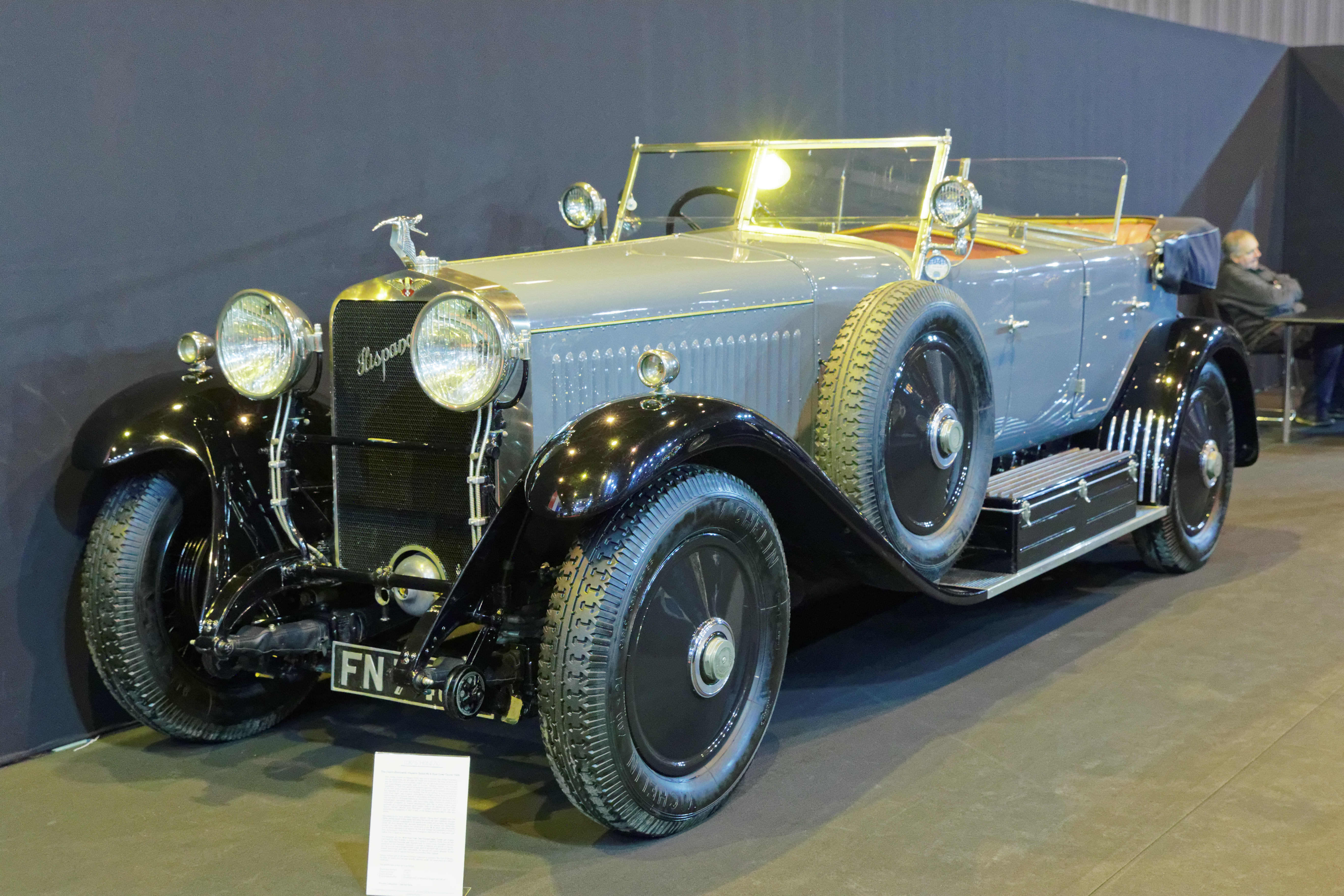
Hispano Suiza H6B - 1926 - Rétromobile 2015.
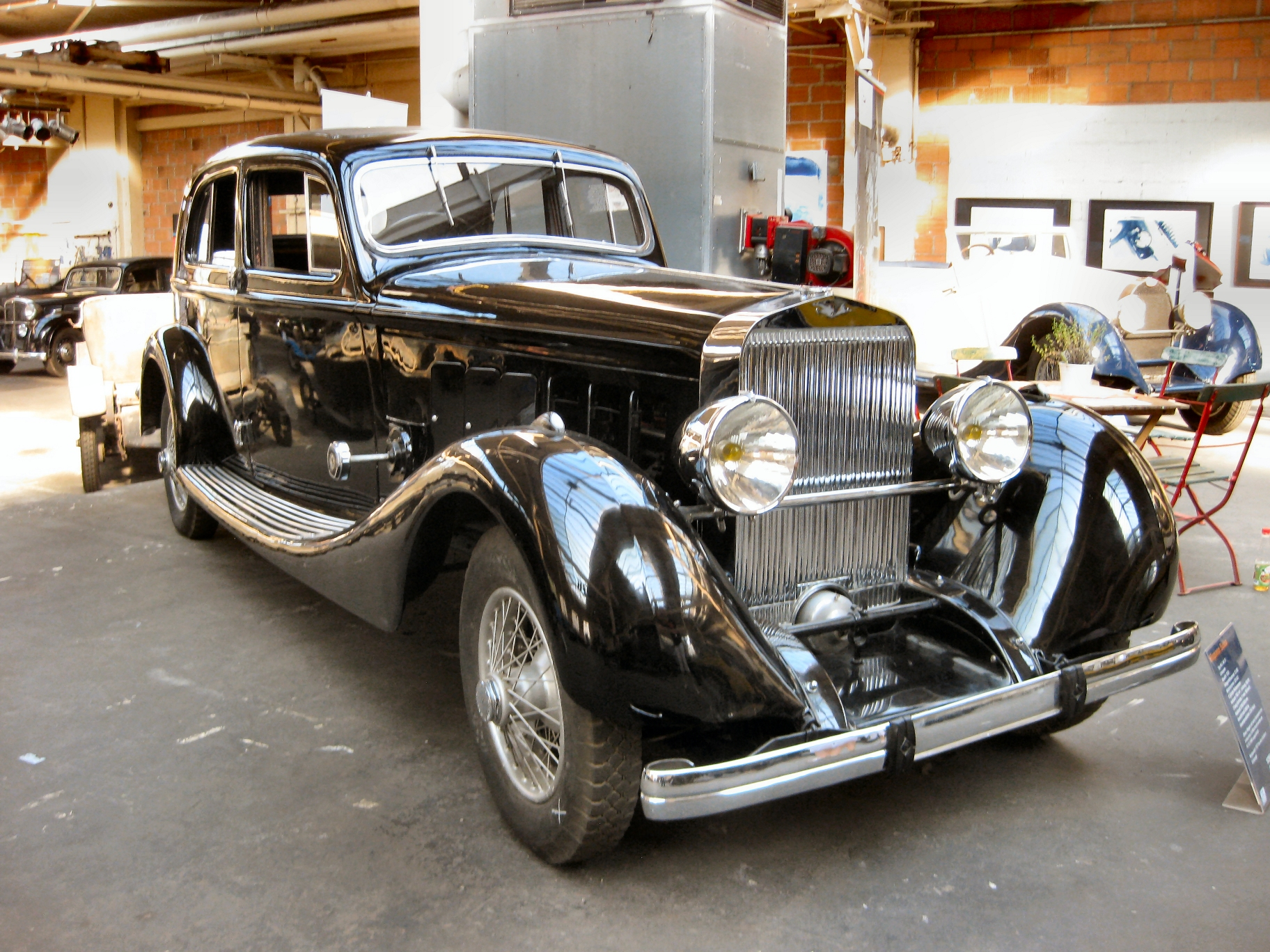
Hispano Suiza H6C Berline Letourneur & Marchand - Collection Schlumpf.
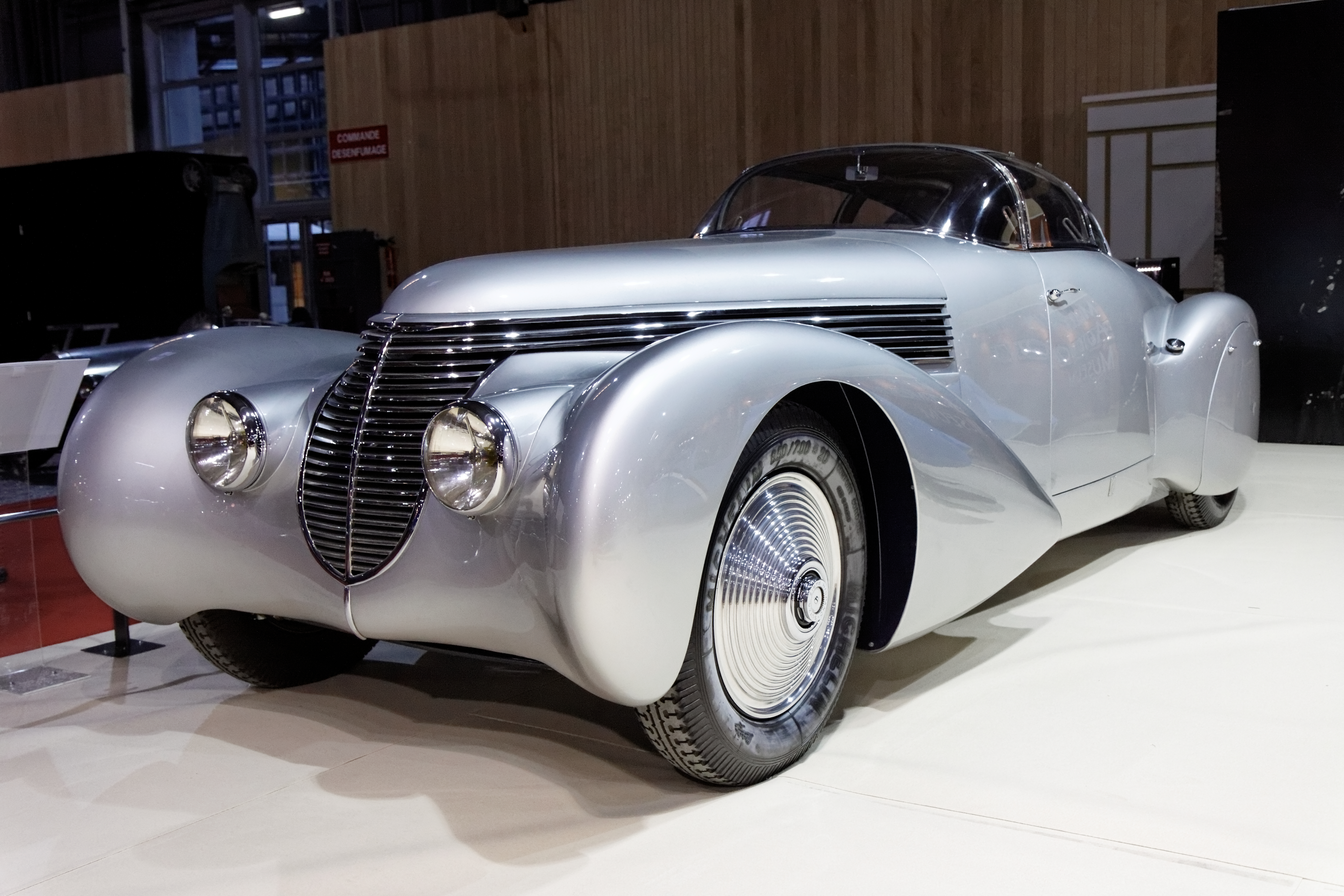
Hispano-Suiza type H6 C Xenia Dubonnet Saoutchik - Retromobile 2012.
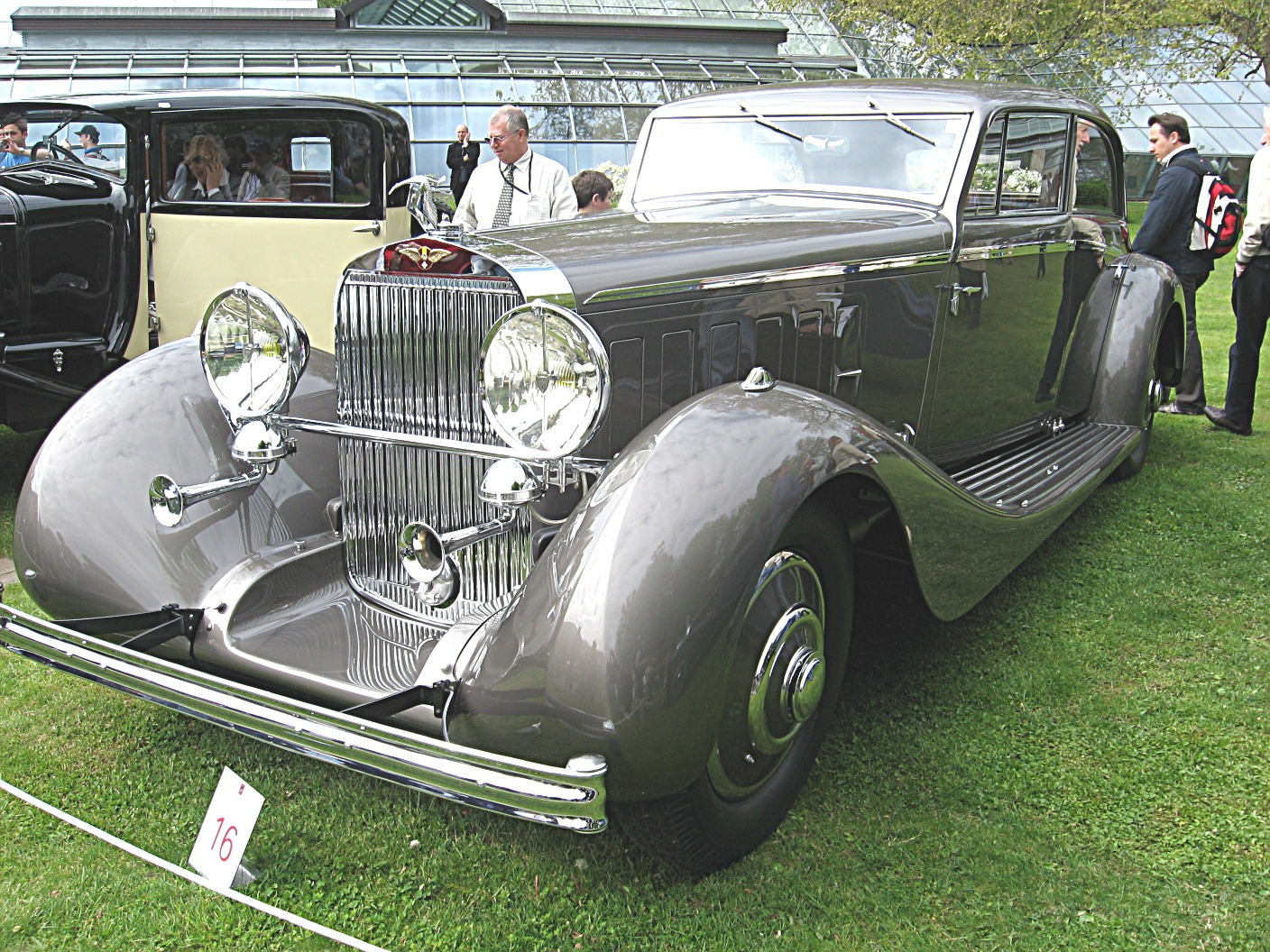
Hispano-Suiza J12 1936.
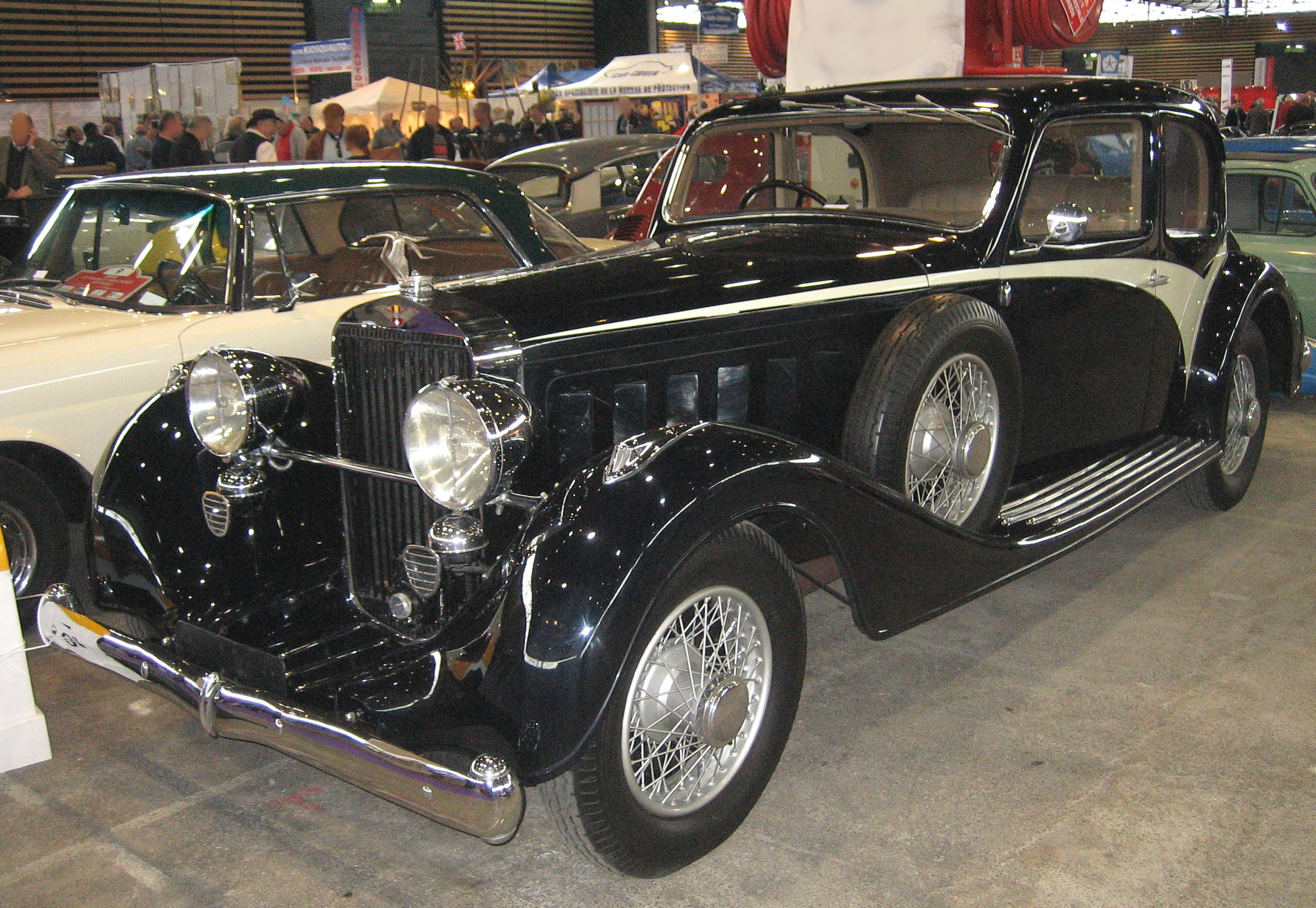
Hispano-Suiza K6 Vanvooren 1936.

### En Espagne
Deux versions de la H-6 ont également été produites par l'usine espagnole :
- T-48 (1924-1933)
  - moteur 4 cylindres
  - 3 746 cm3
  - 90 ch à 4 000 tr/min
- T-49 (1924-1933)
  - version espagnole de la H-6, surnommée « Barcelona »
- Hispano Fiat 514 (1933-1934)

Deux usines de Hispano-Suiza en Espagne ont été converties au mode de production militaire pendant la guerre civile, de 1936 à 1939, et ont été bombardées par les forces anti-républicaines.

### Modèle Carmen
En mars 2019, la marque présente le modèle Carmen au Salon de Genève. Il s'agit d'une voiture de sport électrique classée dans le segment de l'hyperluxe dotée de 1 000 chevaux et capable d'effectuer le 0 à 100 km/h en trois secondes.

### Compétition automobile

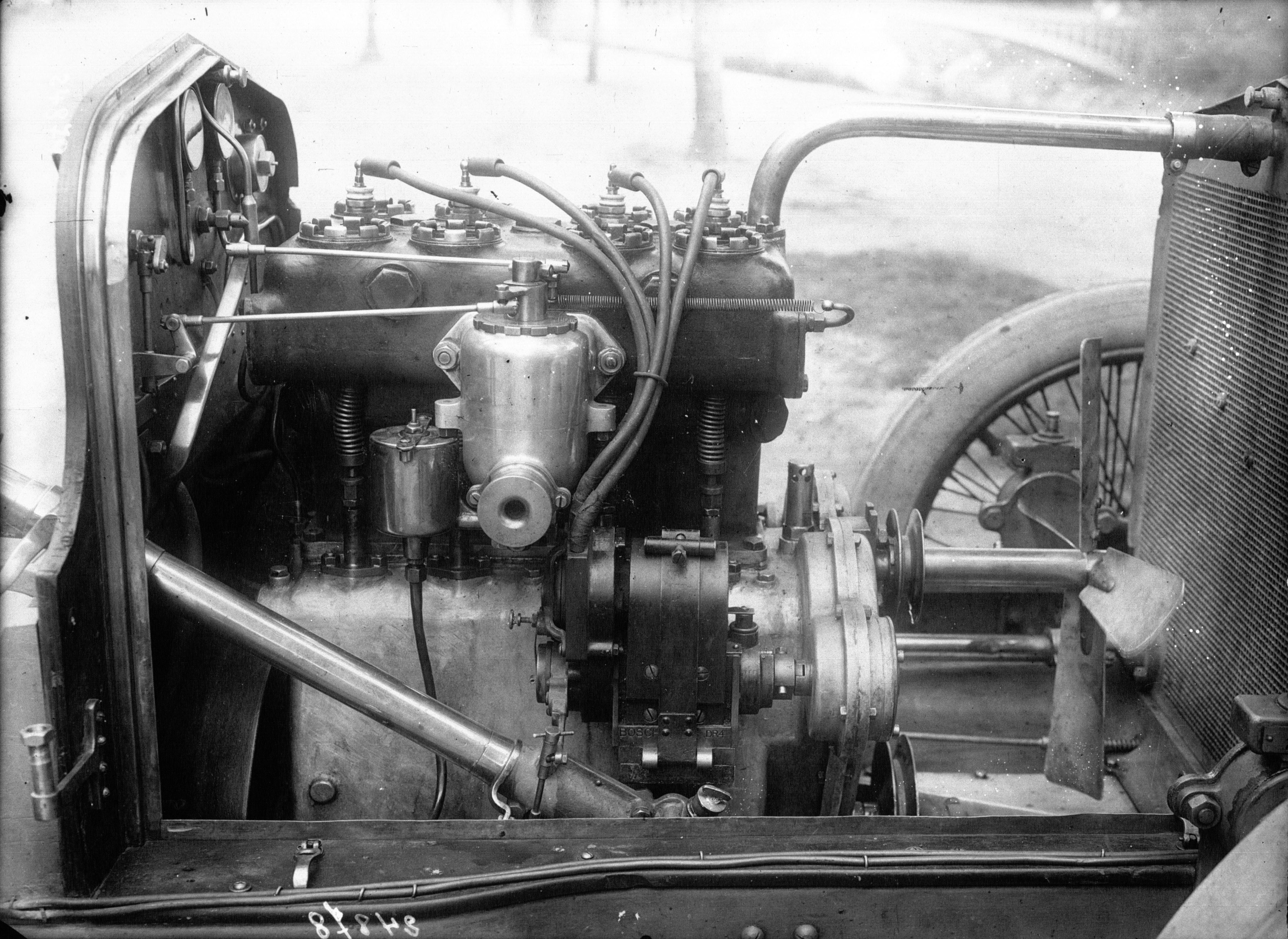
Un moteur Hispano-Suiza au GP de France 1912.

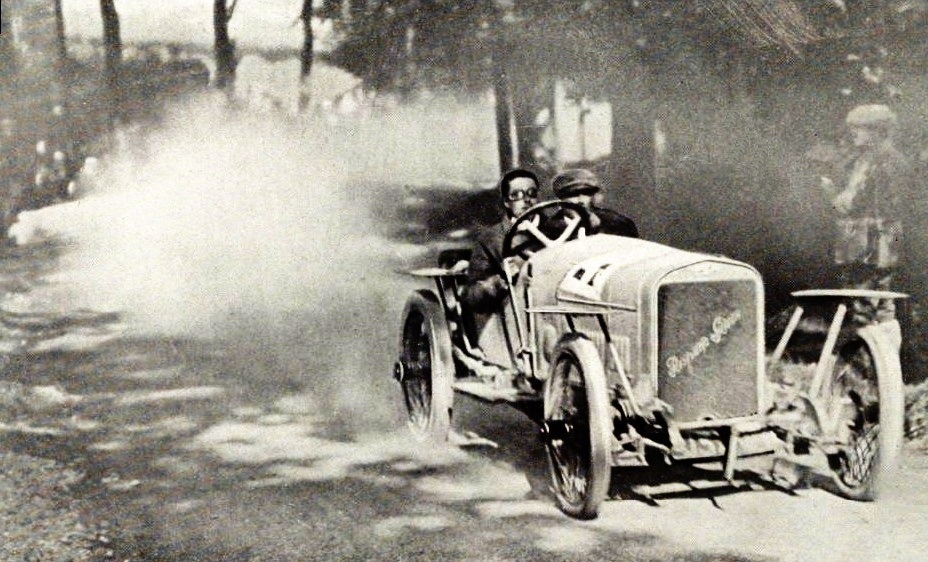
Bara sur Hispano-Suiza en 1914, au Meeting de Boulogne.

- Coupe d'Ostende 1910 (Paolo Zuccarelli)
- Coupe des Voiturettes de Boulogne 1910 (Paolo Zuccarelli)
- Rallye Paris-Amiens en mars 1914, avec Armingeat[7];
- Kilomètre lancé et kilomètre départ arrêté au Meeting de Cabourg en 1914, avec Bara[8];
- Coupe Franchomme, Prix de l'Automobile-Club du Nord, et Coupe de Caraman-Chimay (en épreuves de tourisme), au Meeting de Boulogne-sur-Mer du 20 au 22 juillet 1914, avec Bara[9];
- En 1921, Maurice Béquet remporte les courses de côte d'Ernemont près de Rouen, et de Wimille près de Boulogne-sur-Mer[10]
- Coupe Georges Boillot 1921 (André Dubonnet)
- Grand Prix automobile de Monza 1922 (André Dubonnet)
- Côte de Pontedecimo-Giovi (Gênes) 1922 (Armando Rabagliati)
- Côte du Klausen 1922 (Joseph Nieth) (classements 1922-1934)
- Coupe Georges Boillot 1922 (Paul Bablot)
- Coupe Georges Boillot 1923 (Léonce Garnier)
- Côte d'Aosta-Gran San Bernardo 1923 (Alfieri Maserati)
- Coppa Collina Pistoiese (côte) : 1924, 1925, 1926 (Emilio Materassi, châssis Itala);
- Coppa della Perugina : 1924, 1926, 1927 (Materassi, châssis Itala);
- Grand Prix du Mugello : 1925, 1926 (Materassi, châssis Itala);
- Coppa Montenero : 1925, 1926 (Materassi, châssis Itala);

### Moteurs automobiles

#### Poids lourds
- Diesel DWXLDF, horizontal 6 cylindres, 101 kW (138 ch) à 2 600 tr/min, produit sous licence Hercules[11];
- Diesel DWXLD, vertical 6 cylindres, 92 kW (125 ch) à 2 400 tr/min, produit sous licence Hercules, version verticale du DWXLDF[12];
- Diesel HS 102, horizontal 6 cylindres, 110 kW (150 ch) à 2 600 tr/min[13];

## Production aéronautique

### Avions

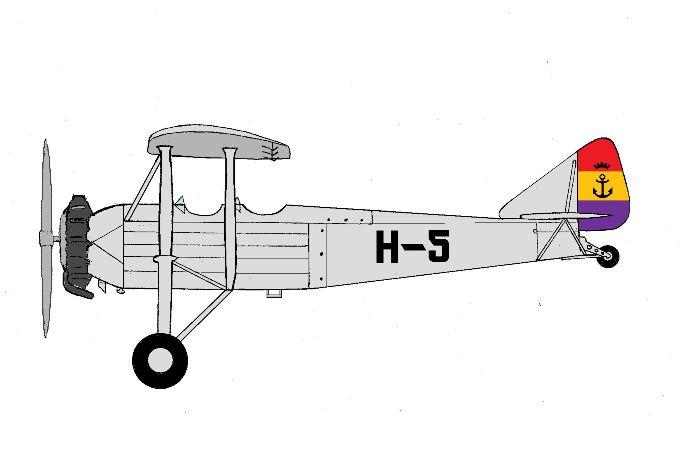
Hispano Suiza E-30 de la Aeronáutica Naval.

- Hispano-Suiza E-30, 1930
- Hispano-Suiza E-34, 1935
- Hispano-Suiza HS-42, 1942

### Moteurs d'avions

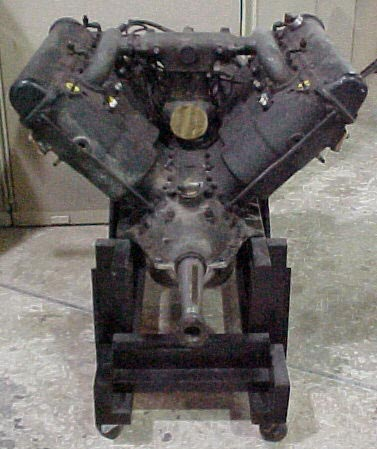
Moteur type 8-A de 1914.

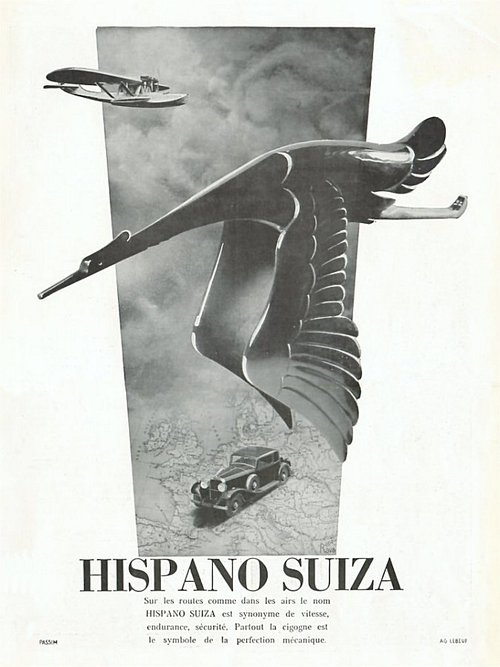
Affiche publicitaire La cigogne d'Hispano Suiza.

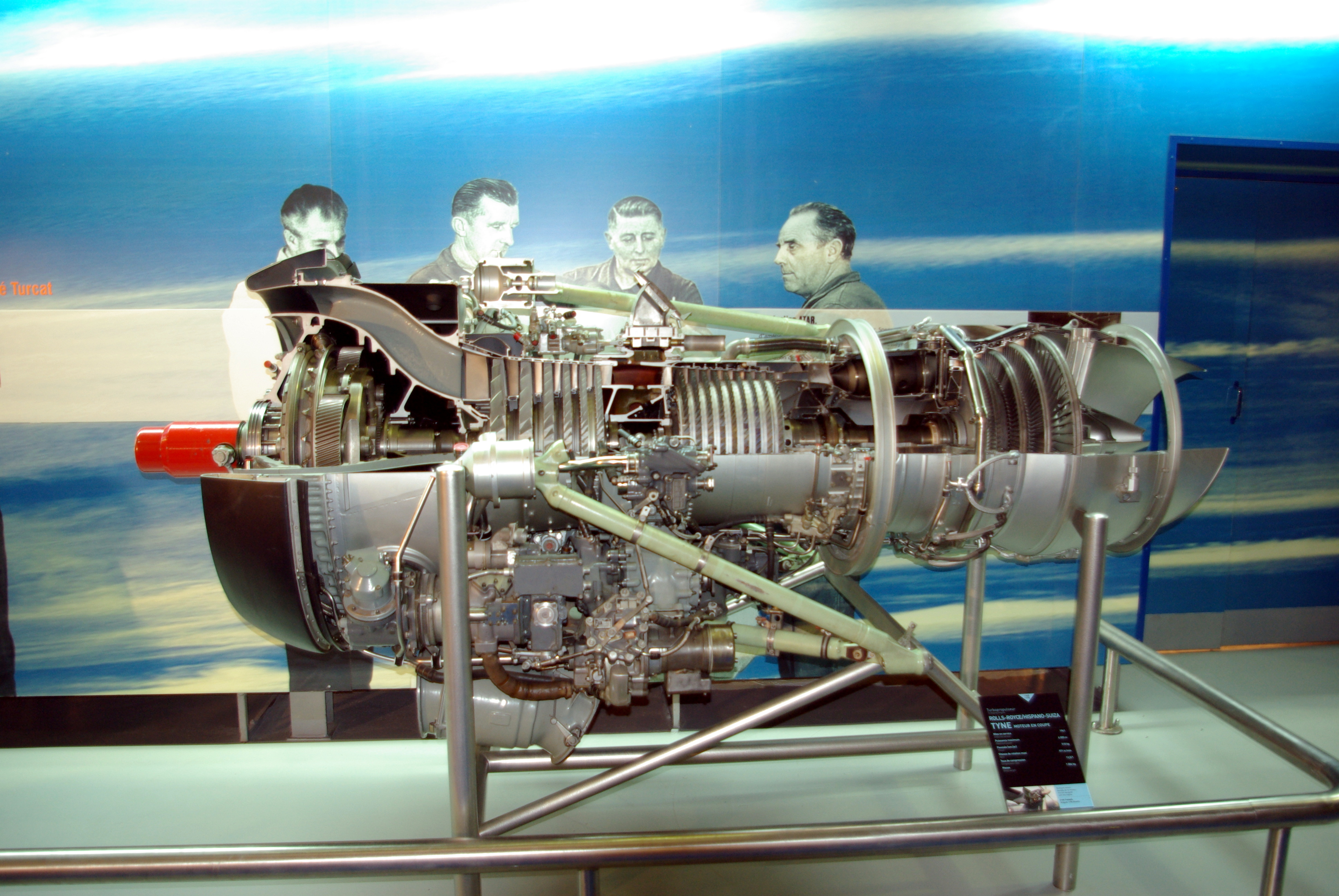
Turbopropulseur Hispano-Suiza Tyne.

| 8 cylindres en V à 90°  | 8 cylindres en V à 90° | 8 cylindres en V à 90° | 8 cylindres en V à 90° | 8 cylindres en V à 90° |
| ----------------------- | ---------------------- | ---------------------- | ---------------------- | ---------------------- |
| 1914                    | 8A                     | 11 760 cm3 (120x130)   | 140 ch                 | 1 900 tr/min           |
| 1915                    | 8Aa                    | 11 760 cm3 (120x130)   | 150 ch                 | 2 000 tr/min           |
| 1916                    | 8Ab                    | 11 760 cm3 (120x130)   | 180 ch                 | 2 100 tr/min           |
| 1917                    | 8Ba                    | 11 760 cm3 (120x130)   | 200-235 ch             | 2 300 tr/min           |
| 1918                    | 8F                     | 18 460 cm3 (140x150)   | 300 ch                 | 2 100 tr/min           |
| 12 cylindres en V à 90° |                        |                        |                        |                        |
| 1928                    | 12N                    | 27 000 cm3             | 650 à 1000 ch          | 2 200 tr/min           |
| 18 cylindres en W à 80° |                        |                        |                        |                        |
| 1929                    | 18R                    | 54 075 cm3 (150x170)   | 1680 ch                | 2 100 tr/min           |